# Аск и Ембла
Аск и Ембла (нордически: Askr ok Embla) са първите хора в скандинавската митология, създадени от боговете. Двойката е спомената и в Поетичната Еда, съставена през XIII век от по-ранни традиционни източници, и в Прозаичната Еда, написаната приблизително по същото време от Снуре Стурлусон. И в двата източника трима богове, един от които със сигурност е Один, намират Аск и Ембла и ги даряват с телесни и духовни дарове.

## Етимология
От нордически език „askr“ буквално означава „ясен“ (Fraxinus excelsior), но етимологията на думата „embla“ е неясна, като съществуват две основни предположения за значението на думата. Първото – „бряст“ е проблематично, произлизащо от „Elm-la“ от „Almilōn“, което впоследствие е достигнало до almr. Второто предложение е „лоза“, което произтича от „Ambilō“, което вероятно има връзка с гръцката дума „ámpelos“. Самата тя означава „лоза, вейка“. Второто най-вероятно значение има допълнително влияние върху редица теории.

Според Бенджамин Торп: 
| „ | Грим казва, че думата embla или emla означава заета жена, произлизайки от amr, ambr, aml, ambl, което се свързва с думата труд; същото отношение, както при Мешия и Мешияне – първите мъж и жена в древната персийска митология, които също са създадени от дървета. | “ |

## Поетична и Прозаична Еда
В 17-и стих от поемата Вьолуспа от Поетичната Еда вьолвата рецитира поема, описваща как Хьонир, Лодур и Один веднъж намерили Аск и Ембла на сушата. Вьолвата казва, че двамата имат много малки способности и им липсва йорльог (съдба), след което описва, че първите хора получават три дара от боговете:
| Нордически: Ǫnd þau né átto, óð þau né hǫfðo, lá né læti né lito góða. Ǫnd gaf Óðinn, óð gaf Hœnir, lá gaf Lóðurr ok lito góða. | Превод Бенджамин Торп: Дух те не притежавали, нямали разум, ни кръв, ни движещи сили, ни хубав цвят. Дух дал Один, разум дал Хьонир, кръв дал Лодур и хубав цвят. | Превод Хенри Адам Белоус: Душа те нямали, разум те нямали, топлина ни движеща сила, ни хубав оттенък; душа дал Один, разум дал Хьонир, топлина дал Лодур и хубав оттенък. |  |

Според глава IX от книгата Гюлфагининг от Прозаичната Еда трите братя Вили, Ве и Один са създателите на първия мъж и първата жена. Веднъж братята се разхождали по плажа и намерили две дървеса там. Те ги взели и създали първите човешки същества: Аск и Ембла. Единият от тримата им дава дъха на живота, вторият – движението на ума, а третият ги дарява с форма, говор, слух и зрение. Впоследствие трите бога им дали дрехи и имена. Аск и Ембла се превръщат в прадедите на цялото човечество и им е даден дом в пределите на стените на Мидгард.

## Теории
Двойката получава протоиндоевропейски произход според теориите около етимологията на думата ембла, тоест „лоза, вейка“. В индоевропейските общности се прави аналогия, свързана с огъня и половите сношения. Лозовите клонки обикновено се използват за подпалване на огън, като се поставят под основната дървесина за горене. Други доказателства за ритуални огньове в Скандинавия са описани от открития на каменна плоча в Гроба на Краля – гроб от Бронзовата ера в Кивик, Сконе, Швеция.
Фигура с името Æsc (Еск, староанглийски: ясен) се появява като син на Хенгест в англосаксонското родословие на кралете на Кент. От това се появяват множество теории, Аск и Ембла може би имат по-ранна основа в пред-скандинавската германска митология.
Някои учени правят връзки между Аск и Ембла и кралете на вандалите Аси и Амбри, споменати в творбата от VII век Origo Gentis Langobardorum на дякон Пол. В този текст двамата молят бог Годан (Один) да им донесе победа. Името Амбри, както и Ембла, вероятно също идва от „Ambilō“.
Предхождащият описването на създаването на Аск и Ембла куплет във Вьолуспа от Поетичната Еда е списък с джуджета, а куплет 10 описва създаването на човешките форми от земята. Това хипотетично може да означава, че джуджетата са създали хората, а трите бога са им вдъхнали живот. Карълайн Ларингтън смята, че хората са метафорично сравнени с дървета в старите нордически текстове (примерите включват „дървета на скъпоценностите“ за жените и „дървета на битката“ за мъжете), което вероятно се поражда заради произходът на хората от дървета.

## Съвременно влияние
Аск и Ембла са вдъхновение за множество художествени изображения. Скулптура, изобразяваща първите хора, стои в южния шведски град Сьолвесбори, създадена през 1948 г. от Стиг Бломберг. Аск и Ембла са представени изобразени на две от шестнадесетте дървени дъски, намиращи се сега в Осло, Норвегия. През 2003 фарьорския художник и писател Анкер Ели Петерсен включва изображение на Аск и Ембла върху серия от пощенски марки на Фарьорските острови.